# ایزاک
ایزاک (به فرانسوی: Aizac) یک کمون در فرانسه است که در Canton of Antraigues-sur-Volane واقع شده‌است.

## خصوصیات
ایزاک ۶٫۶۵ کیلومترمربع مساحت و ۱۵۴ نفر جمعیت دارد و ۶۰۰ متر بالاتر از سطح دریا واقع شده‌است.